# Consorti dei sovrani di Sardegna
Segue una lista delle consorti dei sovrani del Regno di Sardegna, entità politica creata a partire dal 1164 da i due poteri universali, l'imperatore ed il papa, e diverse volte soppressa.

## Regno di Sardegna (1164 -1165)
Lacon-Serra (1164-1165)
| Immagine | Nome                            | Padre                                                   | Nascita    | Matrimonio | Divenne Regina | Cessò di essere Regina | Morte | Consorte   |
| -------- | ------------------------------- | ------------------------------------------------------- | ---------- | ---------- | -------------- | ---------------------- | ----- | ---------- |
|          | Agalbursa de Cervera-Barcellona | Poncio de Cervera, Visconte di Bas (Cervera-Barcellona) | 1140 circa | 1157       | 1164           | 1165                   | 1186  | Barisone I |

## Regno di Sardegna e Corsica (1297-1720)
Barcellona (1297-1410) 
| Immagine | Nome                    | Padre                                                      | Nascita   | Matrimonio | Divenne Regina | Cessò di essere Regina | Morte | Consorte   |
| -------- | ----------------------- | ---------------------------------------------------------- | --------- | ---------- | -------------- | ---------------------- | ----- | ---------- |
|          | Bianca di Napoli        | Carlo II, re di Napoli (Angioini)                          | 1280      | 1295       | 1297           | 1310                   | 1310  | Giacomo II |
|          | Maria di Cipro          | Ugo III re di Cipro e Gerusalemme (Lusignano)              | 1273      | 1315       | 1315           | 1322                   | 1322  | Giacomo II |
|          | Elisenda di Montcada    | Pietro II di Montcada, barone di Aitona e Soses (Montcada) | 1292      | 1322       | 1322           | 1327                   | 1364  | Giacomo II |
|          | Teresa di Entença       | Gombaldo, barone di Entença (Entença)                      | 1300      | 1314       | 1327           | 1327                   | 1327  | Alfonso IV |
|          | Eleonora di Castiglia   | Ferdinando IV, re di Castiglia (Anscaridi)                 | 1307      | 1329       | 1329           | 1336                   | 1359  | Alfonso IV |
|          | Maria di Navarra        | Filippo III, re di Navarra (Évreux)                        | 1329-1335 | 1338       | 1338           | 1347                   | 1347  | Pietro IV  |
|          | Eleonora del Portogallo | Filippo III, re di Navarra (Borgogna)                      | 1328      | 1347       | 1347           | 1348                   | 1348  | Pietro IV  |
|          | Eleonora di Sicilia     | Pietro II, re di Sicilia (Barcellona)                      | 1325      | 1349       | 1349           | 1375                   | 1375  | Pietro IV  |
|          | Sibilla di Fortià       | Berengario di Fortià (Fortià)                              | 1350      | 1377       | 1377           | 1387                   | 1406  | Pietro IV  |
|          | Iolanda di Bar          | Roberto I, duca di Bar (Montbelliard)                      | 1364/1365 | 1380       | 1387           | 1396                   | 1431  | Giovanni I |
|          | Maria de Luna           | Lopes, conte de Luna (Luna)                                | 1358      | 1373       | 1396           | 1406                   | 1406  | Martino I  |
|          | Margherita di Prades    | Pietro IV, conte di Ribagorza (Barcellona)                 | 1395      | 1409       | 1409           | 1410                   | 1422  | Martino I  |

 Trastámara (1412-1516) 
| Immagine | Nome                    | Padre                                                 | Nascita | Matrimonio | Divenne Regina | Cessò di essere Regina | Morte | Consorte      |
| -------- | ----------------------- | ----------------------------------------------------- | ------- | ---------- | -------------- | ---------------------- | ----- | ------------- |
|          | Eleonora d'Alburquerque | Sancho Alfonso, conte di Alburquerque (Anscarici)     | 1374    | 1393/1394  | 1412           | 1416                   | 1435  | Ferdinando I  |
|          | Maria di Castiglia      | Enrico III, re di Castiglia (Trastámara)              | 1401    | 1415       | 1416           | 1458                   | 1458  | Alfonso V     |
|          | Giovanna Enríquez       | Fadrique Enríquez, conte di Melba e Rueda (Enríquez)  | 1425    | 1444       | 1458           | 1468                   | 1468  | Giovanni II   |
|          | Isabella I di Castiglia | Giovanni II, re di Castiglia (Trastámara)             | 1451    | 1469       | 1479           | 1504                   | 1504  | Ferdinando II |
|          | Germana de Foix         | Giovanni di Foix-Étampes, visconte di Narbonne (Foix) | 1488    | 1505       | 1505           | 1516                   | 1538  | Ferdinando II |

 Asburgo di Spagna (1516-1700) 
| Immagine | Nome                              | Padre                                                         | Nascita | Matrimonio | Divenne Regina | Cessò di essere Regina | Morte | Consorte    |
| -------- | --------------------------------- | ------------------------------------------------------------- | ------- | ---------- | -------------- | ---------------------- | ----- | ----------- |
|          | Isabella del Portogallo           | Manuele I, re del Portogallo (Aviz)                           | 1503    | 1526       | 1526           | 1539                   | 1539  | Carlo I     |
|          | Maria I d'Inghilterra             | Enrico VIII, re d'Inghilterra (Tudor)                         | 1516    | 1554       | 1556           | 1558                   | 1558  | Filippo II  |
|          | Elisabetta di Valois              | Enrico II, re di Francia (Valois-Angoulême)                   | 1545    | 1559       | 1559           | 1568                   | 1568  | Filippo II  |
|          | Anna d'Austria                    | Massimiliano II, imperatore del Sacro Romano Impero (Asburgo) | 1549    | 1570       | 1570           | 1580                   | 1580  | Filippo II  |
|          | Margherita d'Austria-Stiria       | Carlo II, arciduca d'Austria-Interiore (Asburgo)              | 1584    | 1599       | 1599           | 1611                   | 1611  | Filippo III |
|          | Elisabetta di Francia             | Enrico IV, re di Francia (Borbone)                            | 1602    | 1615       | 1621           | 1644                   | 1644  | Filippo IV  |
|          | Maria Anna d'Austria              | Ferdinando III, imperatore del Sacro Romano Impero (Asburgo)  | 1634    | 1649       | 1649           | 1665                   | 1696  | Filippo IV  |
|          | Maria Luisa d'Orléans             | Filippo I, duca d'Orléans (Borbone-Orléans)                   | 1662    | 1679       | 1679           | 1689                   | 1689  | Carlo II    |
|          | Maria Anna del Palatinato-Neuburg | Filippo Guglielmo, elettore Palatino (Wittelsbach)            | 1667    | 1690       | 1690           | 1700                   | 1740  | Carlo II    |

 Borbone di Spagna (1700-1713) 
| Immagine | Nome                  | Padre                                       | Nascita | Matrimonio | Divenne Regina | Cessò di essere Regina | Morte | Consorte  |
| -------- | --------------------- | ------------------------------------------- | ------- | ---------- | -------------- | ---------------------- | ----- | --------- |
|          | Maria Luisa di Savoia | Vittorio Amedeo II, duca di Savoia (Savoia) | 1688    | 1701       | 1701           | 1713                   | 1714  | Filippo V |

 Asburgo d'Austria (1713-1720) 
| Immagine | Nome                                          | Padre                                                  | Nascita | Matrimonio | Divenne Regina | Cessò di essere Regina | Morte | Consorte |
| -------- | --------------------------------------------- | ------------------------------------------------------ | ------- | ---------- | -------------- | ---------------------- | ----- | -------- |
|          | Elisabetta Cristina di Brunswick-Wolfenbüttel | Luigi Rodolfo, duca di Brunswick-Wolfenbüttel (Welfen) | 1691    | 1708       | 1713           | 1720                   | 1750  | Carlo VI |

## Regno di Sardegna (1720-1861)
Savoia (1720-1831) 
| Immagine | Nome                                  | Padre                                                                                | Nascita | Matrimonio | Divenne Regina | Cessò di essere Regina | Morte | Consorte            |
| -------- | ------------------------------------- | ------------------------------------------------------------------------------------ | ------- | ---------- | -------------- | ---------------------- | ----- | ------------------- |
|          | Anna Maria d'Orléans                  | Filippo I, duca d'Orléans (Borbone-Orléans)                                          | 1669    | 1684       | 1720           | 1728                   | 1728  | Vittorio Amedeo II  |
|          | Polissena d'Assia-Rheinfels-Rotenburg | Ernesto Leopoldo, langravio d'Assia-Rheienfels-Rotenburg (Assia-Rheinfels-Rotenburg) | 1706    | 1724       | 1730           | 1735                   | 1735  | Carlo Emanuele III  |
|          | Elisabetta Teresa di Lorena           | Leopoldo, duca di Lorena (Lorena)                                                    | 1711    | 1737       | 1737           | 1741                   | 1741  | Carlo Emanuele III  |
|          | Maria Antonietta di Spagna            | Filippo V, re di Spagna (Borbone-Spagna)                                             | 1729    | 1750       | 1773           | 1785                   | 1785  | Vittorio Amedeo III |
|          | Maria Clotilde di Francia             | Luigi Ferdinando, delfino di Francia (Borbone-Francia)                               | 1759    | 1775       | 1796           | 1802                   | 1802  | Carlo Emanuele IV   |
|          | Maria Teresa d'Austria-Este           | Ferdinando, arciduca d'Austria (Austria-Este)                                        | 1773    | 1789       | 1802           | 1821                   | 1832  | Vittorio Emanuele I |
|          | Maria Cristina di Borbone-Due Sicilie | Ferdinando IV, re di Napoli (Borbone-Napoli)                                         | 1779    | 1807       | 1821           | 1831                   | 1849  | Carlo Felice        |

 Savoia-Carignano (1831-1861) 
| Immagine | Nome                     | Padre                                                 | Nascita | Matrimonio | Divenne Regina | Cessò di essere Regina | Morte | Consorte             |
| -------- | ------------------------ | ----------------------------------------------------- | ------- | ---------- | -------------- | ---------------------- | ----- | -------------------- |
|          | Maria Teresa di Toscana  | Ferdinando III, granduca di Toscana (Asburgo-Lorena)  | 1801    | 1817       | 1831           | 1849                   | 1855  | Carlo Alberto        |
|          | Maria Adelaide d'Austria | Ranieri Giuseppe, arciduca d'Austria (Asburgo-Lorena) | 1822    | 1842       | 1849           | 1855                   | 1855  | Vittorio Emanuele II |

Tra il 1859 e il 1861, a seguito delle guerre risorgimentali, il Regno di Sardegna riuscì ad inglobare nel proprio territorio quasi tutta la penisola italiana. Il 17 marzo 1861 Vittorio Emanuele II, ormai vedovo da sei anni, venne proclamato a Torino primo re d'Italia.